# Greg Joy
Gregory Andrew Joy (Portland, Oregon, Estados Unidos, 23 de abril de 1956) é um antigo atleta canadiano, nascido nos Estados Unidos, que entre 1973 e 1982 competiu pelo Canadá em provas de salto em altura. Nessa condição, ganhou a medalha de prata nos Jogos Olímpicos de Montreal, em 1976. Foi por três vezes campeão canadiano (entre 1976 e 1978) e foi ainda segundo classificado nos Jogos da Commonwealth de 1978. O seu máximo pessoal, feito em pista coberta, é 2.31 m e data de 13 de janeiro de 1978.
É casado com com a canoísta Sue Holloway, medalhada nos Jogos Olímpicos de 1984.